# 10:2-Fluortelomeracrylat
10:2-Fluortelomeracrylat ist eine chemische Verbindung aus der Gruppe der Fluortelomere und Acrylate.

## Gewinnung und Darstellung
10:2-Fluortelomeracrylat kann aus Fluortelomeralkohol gewonnen werden.

## Eigenschaften
10:2-Fluortelomeracrylat ist ein weißer Feststoff. Das technische Produkt kommt mit Inhibitoren wie 4-tert-Butylcatechol in den Handel.

## Verwendung
10:2-Fluortelomeracrylat wird – wie andere Fluortelomeracrylate – zur Herstellung von Seitenketten-fluorierten Polymeren verwendet, die zur Oberflächenbeschichtung eingesetzt werden. Die Verbindung ist deshalb auch in Outdoortextilien nachgewiesen worden und dient als Surfactant in der Elektronikindustrie.

## Regulierung
Da 10:2-Fluortelomeracrylat eine Perfluorheptylgruppe enthält und damit die Definition eines PFOA-Vorläufers laut Stockholmer Übereinkommen sowie EU-POP-Verordnung erfüllt, unterliegt der Stoff einem weitreichenden Verbot. Zudem fällt er auch unter die Beschränkung von Perfluorcarbonsäuren der Kettenlängen C9–C14, ihrer Salze und Vorläuferverbindungen in der REACH-Verordnung.